# Konrad Goehl
Konrad Goehl (* 24. Juni 1938 in Ansbach) ist ein deutscher Altphilologe, Mittellateiner, Germanist und Medizinhistoriker.

## Leben und Wirken
Konrad Goehl, Sohn von Simone Göhl, geborener Vogelhuber, und des Schreinermeisters Anton Göhl, stammt aus Ansbach in Mittelfranken, bestand dort am Gymnasium Carolinum illustre 1959 das Abitur und studierte Griechisch, Latein und Germanistik an den Universitäten Erlangen und München. Bis 1996 arbeitete er als Oberstudienrat im Schuldienst. 1984 wurde er an der Universität Würzburg, wo er 1976 mit dem von Gundolf Keil geleiteten Würzburger Institut für Geschichte der Medizin in Kontakt gekommen war, mit einer Arbeit über Guido d’Arezzo den Jüngeren und dessen im 12. Jahrhundert entstandenes, auf der Humoralpathologie beruhendes medizinisches Werk Liber mitis (enthalten in der medizinischen Sammelhandschrift Codex Strozzi 88 in der Bibliotheca Medicea Laurentiana in Florenz) zum Doktor der Philosophie promoviert. Für die Würzburger medizinhistorischen Mitteilungen verfasste er zahlreiche Aufsätze. 1999 gehörte er zu den Gründungsmitgliedern der interdisziplinären Forschergruppe Klostermedizin. Zusammen mit deren Leiter Johannes Gottfried Mayer, mit dem Goehl seit 1996 zusammenarbeitete, gab er unter anderem, nachdem ihn Mayer auf diese Schrift aufmerksam gemacht hatte, 2001 den Macer floridus von Odo Magdunensis, das allgemeine Standardwerk der mittelalterlichen Kräuterheilkunde, erstmals in einer neuhochdeutschen Fassung in Höhepunkte der Klostermedizin (später Kräuterbuch der Klostermedizin) heraus.
Im Deutschen Wissenschafts-Verlag folgten weitere Ausgaben und Übersetzungen zentraler Werke der mittelalterlichen Arzneikunde, u. a. zum Circa instans sowie zum Kanon der Medizin von Avicenna. Zudem lehrt und forscht Goehl in der Klassischen Philologie an der Universität Würzburg, arbeitet mit Jorit Wintjes und assistierte Udo W. Scholz bei der Herausgabe der Persius-Scholien der Traditionsfamilien B und C.
Konrad Goehl lebt in Jettingen-Scheppach in der Nähe von Augsburg.

## Veröffentlichungen (Auswahl)
- Kurzindex zum pseudoplatearischen „Liber iste“. In: Gundolf Keil (Hrsg.): „gelêrter der arzenîe, ouch apotêker“. Beiträge zur Wissenschaftsgeschichte (Festschrift Willem F. Daems). Pattensen bei Hannover (jetzt im Verlag Königshausen & Neumann, Würzburg) 1982 (= Würzburger medizinhistorische Forschungen. Band 24), S. 655–659.
- Guido d’Arezzo der Jüngere und sein „Liber mitis“. 2 Bände. Horst Wellm, Pattensen bei Hannover (jetzt Königshausen & Neumann, Würzburg) 1984 (= Würzburger medizinhistorische Forschungen. Band 32), ISBN 3-921456-61-4 (zugleich Philosophische Dissertation Würzburg).
- Guido d’Arezzo als Avicenna-Leser. In: Würzburger medizinhistorische Mitteilungen. Band 1, 1983, S. 23–35.
- Zur Stuhlschau des Theophilus. In: Würzburger medizinhistorische Mitteilungen. Band 2, 1984 [1985], S. 29–77, sowie Ergänzungen und Berichtigungen zu 'Zur Stuhlschau des Theophilus. In: Würzburger medizinhistorische Mitteilungen. Band 3, 1985, S. 385 f.
- Guido d’Arezzo der Jüngere als Purgiermeister. In: Würzburger medizinhistorische Mitteilungen. Band 4, 1986, S. 39–61.
- Lesefrüchte aus der griechisch-lateinischen Galen-Ausgabe von Karl Gottlob Kühn. In: Würzburger medizinhistorische Mitteilungen. Band 5, 1987, S. 97–110.
- Ein Humoralpathologe liest das Wintergedicht des Horaz. In: Würzburger medizinhistorische Mitteilungen. Band 7, 1989, S. 101–104.
- Das Florentiner Fragment des anonymen Traktates „De modo medendi“. Königshausen & Neumann, Würzburg 1991 (= Würzburger medizinhistorische Forschungen. Band 31).
- mit Gundolf Keil: „apothecarii nostri temporis“. Eine Kritik am Apothekerstand aus der Frühzeit der Pharmazie. In: Veröffentlichungen der Internationalen Gesellschaft für Geschichte der Pharmazie. Neue Folge, Band 59, Stuttgart 1991.
- Die Palatina-Fassung des „Liber mitis“ von Guido d’Arezzo dem Jüngeren. Mit Kommentar und Wörterbuch herausgegeben. In: Würzburger medizinhistorische Mitteilungen. Band 12, 1994, S. 91–142.
- Das „Gicht-“ und „Schnupfenregiment“ des Anonymus Luneburgensis. Untersuchungen zu zwei norddeutschen Konsilien des Jahres 1442 mit kritischer Ausgabe des Textes. In: Würzburger medizinhistorische Mitteilungen. Band 13, 1995, S. 133–198.
- mit Johannes Gottfried Mayer: Signa mortui foetus. Das tote Kind im Mutterleib. Ein neuer Text zur mittelalterlichen Gynäkologie. In: Sudhoffs Archiv. Band 84, 2000, S. 232–235.
- mit Johannes Gottfried Mayer: Ein gynäkologisch-kosmetisches Fragment aus der Mitte des 13. Jahrhunderts im Propsteiarchiv Kempen als Gegenstand der medizinhistorischen Forschung. In: Die Handschriften des Propsteiarchivs Kempen. Köln 1999, S. 59–76.
- Generalregister zu den Bänden I–XX der Würzburger medizinhistorischen Forschungen. 2 Bände. Pattensen bei Hannover 1987 (= Würzburger medizinhistorische Forschungen. Beiheft 1), jetzt beim Verlag Königshausen & Neumann, Würzburg.
- Generalregister zu den Bänden XXI–XXIV, XXVI, XXVIII der Würzburger medizinhistorischen Forschungen. 2 Bände. Würzburg 1999 (= Würzburger medizinhistorische Forschungen. Beiheft 5).
- Xenophon und die Medizinhistorikerin. Wie ein Beziehungsversuch nicht gelang. Notwendige Ergänzung zu dem Aufsatz: „Bolismus oder bulimia – Krankheit der modernen Zeit?“ von Milada  Říhová. In: Würzburger medizinhistorische Mitteilungen. Band 19, 2000, S. 533–540.
- als Hrsg. mit Johannes Gottfried Mayer: Editionen und Studien zur lateinischen und deutschen Fachprosa des Mittelalters. Festgabe für Gundolf Keil zum 65. Geburtstag (= Texte und Wissen. Band 3). Königshausen & Neumann, Würzburg 2000, ISBN 3-8260-1851-6.
- Die Grundlagen der Galenik in einem Florentiner Fragment des 13. Jahrhunderts. In: Konrad Goehl, Johannes Gottfried Mayer (Hrsg.): Editionen und Studien zur lateinischen und deutschen Fachprosa des Mittelalters. Festgabe für Gundolf Keil zum 65. Geburtstag. Königshausen & Neumann, Würzburg 2000 (= Texte und Wissen. Band 3), ISBN 3-8260-1851-6, S. 17–43.
- mit Johannes Gottfried Mayer: Variationen über den Phlebotomie-Traktat „Venarum minutio“. Die Vorlage des sogenannten „24-Paragraphen-Textes“. In: Konrad Goehl, Johannes Gottfried Mayer (Hrsg.): Editionen und Studien zur lateinischen und deutschen Fachprosa des Mittelalters. Festgabe für Gundolf Keil zum 65. Geburtstag. Königshausen & Neumann, Würzburg 2000 (= Texte und Wissen. Band 3), ISBN 3-8260-1851-6, S. 45–65.
- Berthold Blumentrosts Giftbüchlein „Tractatus de cautelis venenorum“ – neu gelesen. In: Konrad Goehl, Johannes Gottfried Mayer (Hrsg.): Editionen und Studien zur lateinischen und deutschen Fachprosa des Mittelalters. Festgabe für Gundolf Keil zum 65. Geburtstag. Königshausen & Neumann, Würzburg 2000 (= Texte und Wissen. Band 3), ISBN 3-8260-1851-6, S. 67–126.
- mit Johannes Gottfried Mayer: Was tun, wenn die Pest kommt: Götter lästern oder Juden brennen? In: Konrad Goehl, Johannes Gottfried Mayer (Hrsg.): Editionen und Studien zur lateinischen und deutschen Fachprosa des Mittelalters. Festgabe für Gundolf Keil zum 65. Geburtstag. Königshausen & Neumann, Würzburg 2000 (= Texte und Wissen. Band 3), ISBN 3-8260-1851-6, S. 127–166.
- mit Johannes Gottfried Mayer: Antike Gemmen: Steinmagie und Liebeszauber bis ins christliche Mittelalter. Der Jude „Techel“ oder „Cheel“ und die >coelatio lapidum< mit Edition und Übersetzung zweier Steinbücher. In: Konrad Goehl, Johannes Gottfried Mayer (Hrsg.): Editionen und Studien zur lateinischen und deutschen Fachprosa des Mittelalters. Festgabe für Gundolf Keil zum 65. Geburtstag. Königshausen & Neumann, Würzburg 2000 (= Texte und Wissen. Band 3), ISBN 3-8260-1851-6, S. 265–316.
- Die Vita Avicennae des Sorsanus oder Al-Dschusadschani, lateinisch und deutsch. In: Konrad Goehl, Johannes Gottfried Mayer (Hrsg.): Editionen und Studien zur lateinischen und deutschen Fachprosa des Mittelalters. Festgabe für Gundolf Keil zum 65. Geburtstag. Königshausen & Neumann, Würzburg 2000 (= Texte und Wissen. Band 3), ISBN 3-8260-1851-6, S. 317–338.
- mit Johannes Gottfried Mayer: Deus in cogitatione existens. Der Appendix zum „Proslogion“ des Anselm von Canterbury – oder: Kann Gaunilos Nicht-Sein gedacht werden? In: Konrad Goehl, Johannes Gottfried Mayer (Hrsg.): Editionen und Studien zur lateinischen und deutschen Fachprosa des Mittelalters. Festgabe für Gundolf Keil zum 65. Geburtstag. Königshausen & Neumann, Würzburg 2000 (= Texte und Wissen. Band 3), ISBN 3-8260-1851-6, S. 339–402.
- Tradition, Empirie und Paradigmenwechsel. Zu Dominik Groß: Zähne und Zeiten. In: Konrad Goehl, Johannes Gottfried Mayer (Hrsg.): Editionen und Studien zur lateinischen und deutschen Fachprosa des Mittelalters. Festgabe für Gundolf Keil zum 65. Geburtstag. Königshausen & Neumann, Würzburg 2000 (= Texte und Wissen. Band 3), ISBN 3-8260-1851-6, S. 419–427.
- Als Epitaphium für Michael Holler: Elegische Verse des Antipatros von Thessalonike mit Übertragungsangeboten von Konrad Goehl. In: Konrad Goehl, Johannes Gottfried Mayer (Hrsg.): Editionen und Studien zur lateinischen und deutschen Fachprosa des Mittelalters. Festgabe für Gundolf Keil zum 65. Geburtstag. Königshausen & Neumann, Würzburg 2000 (= Texte und Wissen. Band 3), ISBN 3-8260-1851-6, S. 428–429.
- mit Johannes Gottfried Mayer: Das Darmstädter Johannes-Alexandrinus-Fragment. In: Sudhoffs Archiv. Band 84, 2000, S. 201–221.
- mit Johannes Gottfried Mayer: Nachträge zum „Darmstädter Johannes-Alexandrinus-Fragment“. In: Sudhoffs Archiv. Band 88, 2004, S. 96–102.
- als Hrsg. mit Johannes Gottfried Mayer: Höhepunkte der Klostermedizin: der „Macer floridus“ und das Herbarium des Vitus Auslasser. Reprint-Verlag, Leipzig 2001, ISBN 3-8262-1120-0.
- mit Johannes Gottfried Mayer: Das Verhältnis der mittelalterlichen Kräuterbücher zu ihren lateinischen Quellen: dargestellt am „Älteren deutschen Macer“, dem „Leipziger Drogenkompendium“ (Leipzig UB, 1224) sowie dem „Gart der Gesundheit“ (Mainz 1485). In: Sprachwissenschaft. Band 28, 2003, S. 273–292.
- mit Johannes Gottfried Mayer und Gundolf Keil: Der Aderlaßmann aus Michelstadt: Ein Plakat aus dem Mittelalter. In: Bewahren und Erforschen, Festschrift Kurt Hans Staub., Michelstadt 2003, S. 56–74.
- Gottfried von Franken zitiert Guido Aretinus. In: Sudhoffd Archiv. Band 90, 2006, S. 120–122.
- Die medizinisch-pharmazeutischen Fragmente Allendorf Rechnungseinband 1641 (Nr. 20) sowie Mengeringhausen Rechnungseinband 1639 (Nr. 62) aus dem Landeskirchlichen Archiv Kassel. In: Würzburger medizinhistorische Mitteilungen. Band 26, 2007, S. 297–333.
- Regimen sanitatis Salernitanum. Mittelalterliche Gesundheitsregeln aus Salerno in neue Reime gebracht. Deutscher Wissenschafts-Verlag, Baden-Baden 2009 (= DWV-Schriften zur Wissenschaftsgeschichte. Band 7), ISBN 978-3-86888-010-6.
- als Hrsg.: Guido d’Arezzo, Liber mitis: un trattato di medicina fra XII e XIII secolo. Pierluigi Licciardello, Ospedaletto, Pisa 2009.
- Der „Liber mitis“ von Guido d’Arezzo. In: 750 anni degli statuti universitari aretini. 2006, S. 141–149.
- Anmerkungen zur Bedeutung Guidos d’Arezzo des Jüngeren und seines „Liber mitis“. In: Fachprosaforschung - Grenzüberschreitungen. Band 4/5, 2008/2009 (2010), S. 15–26.
- mit Johannes Gottfried Mayer und Katharina Englert: Die Pflanzen der Klostermedizin in Darstellung und Anwendung. Mit Pflanzenbildern des Benediktiners Vitus Auslasser (15. Jh.) aus dem Clm 5905 der Bayerischen Staatsbibliothek München (=  DWV-Schriften zur Medizingeschichte. Band 5). Baden-Baden, Deutscher Wissenschafts-Verlag 2009, ISBN 978-3-86888-007-6.
- unter Mitwirkung von Johannes G. Mayer: Gottfried von Franken. Das älteste Weinbuch Deutschlands. Deutscher Wissenschafts-Verlag, Baden-Baden 2009 (= DWV-Schriften zur Medizingeschichte. Band 8), ISBN 978-3-86888-014-4.
- mit Johannes Gottfried Mayer: Das Pelz- und Weinbuch Gottfrieds von Franken. In: Würzburg – Herbipolis, Stadt der Gärten, der Pflanzen und des Weines. Verlag Schnell und Steiner, Regensburg 2009, ISBN 978-3-7954-2139-7, S. 103–110.
- mit Jorit Wintjes: Zwiebelsaft gegen Epilepsie. Claudius Galenus behandelt einen fallsüchtigen Knaben. Galens Schrift Pro puero epileptico consilium. Deutscher Wissenschafts-Verlag Baden-Baden 2010, ISBN 978-3-86888-025-0.
- als Übersetzer: Paulus Kyr: Gesundheitslehre, nach dem Vorbild der Aphorismen zusammengestellt, ferner Kräfte und Wirkungen der Nahrungsmittel, kurz dargeboten und alphabetisch angeordnet von dem Verfasser Paulus Kyr, dem Arzt. In: Robert Offner (Hrsg.): Paulus Kyr, Die Gesundheit ist ein köstlich Ding. Ein ins Deutsche, Rumänische und Ungarische übersetzter und mit zeitgenössischen Bildern versehener und kommentierter Nachdruck des Gesundheitslehrbuches des Kronstädter Arztes Paulus Kyr: Sanitatis studium ad imitationem aphorismorum compositum item alimentorum uires breuiter et ordine alphabetico positae Autore Paulo Kyr medico. Impressum in Inclyta Transylvaniae Corona anno 1551. Schiller Verlag, Hermannstadt/Bonn 2010, ISBN 978-3-941271-33-3, S. 127–200 und 358.
- Frauengeheimnisse im Mittelalter. Die Frauen von Salern. Gynäkologisches und kosmetisches Wissen des 12. Jahrhunderts. Aus den Handschriften zusammengestellt und übersetzt. Deutscher Wissenschafts-Verlag, Baden-Baden 2010, ISBN 978-3-86888-018-2.
- mit Jorit Wintjes: Die „Ecloga“ des Theodulus. Deutscher Wissenschafts-Verlag, Baden-Baden 2012, ISBN 978-3-86888-052-6.
- mit Jorit Wintjes: Mariengebete aus karolingischer Zeit. Deutscher Wissenschafts-Verlag, Baden-Baden 2013, ISBN 978-3-86888-056-4.
- mit Johannes Gottfried Mayer: Höhepunkte der Klostermedizin: Der „Macer floridus“ und das Herbarium des Vitus Auslasser. Herausgegeben mit einer Einleitung und deutschen Übersetzung. Reprint-Verlag Leipzig, Holzminden 2001, ISBN 3-8262-1120-0 (mit Faksimile der Seiten 28 bis 123 von Choulants Ausgabe von 1832 und fünf ausführlichen Registern).
- als Hrsg. mit Johannes Gottfried Mayer: Kräuterbuch der Klostermedizin: Der „Macer floridus“ – Medizin des Mittelalters. Reprint-Verlag Leipzig, Holzminden 2003, ISBN 978-3-8262-1130-0 (Revidierte Fassung der deutschen Übersetzung); Neudruck ebenda 2013, ISBN 978-3-8262-3057-8.
- Avicenna und seine Darstellung der Arzneiwirkungen. Deutscher Wissenschafts-Verlag Baden-Baden 2014, ISBN 978-3-86888-078-6.
- Wie Gerhard Eis das Weinbuch Gottfrieds las. In: Fachprosaforschung – Grenzüberschreitungen.. Band 8/9, 2012/13 (2014), S. 299–309 (Vortrag vom 1. Dezember 2011 auf der internationalen Tagung Mittelalterlich-frühneuzeitliche Fachtexte als Objekt der Fachsprachen- und Fachprosaforschung des germanistischen Lehrstuhls der Universität Ostrau).
- Das „Circa Instans“. Die erste große Drogenkunde des Abendlandes. Deutscher Wissenschafts-Verlag, Baden-Baden 2015. ISBN 978-3-86888-096-0.
- Beobachtungen und Ergänzungen zum „Circa instans“. In: Medizinhistorische Mitteilungen. Zeitschrift für Wissenschaftsgeschichte und Fachprosaforschung. Band 34, 2015 (2016), S. 69–77.
- mit Udo W. Scholz: Persius-Scholien. Die lateinische Persius-Kommentierung der Tradition C. Unter Mitwirkung von Konrad Goehl eingeleitet und herausgegeben von Udo W. Scholz. Ludwig-Reichert-Verlag, Wiesbaden 2018.
- Unser Autor Dr. Johannes G. Mayer starb am 27. März 2019 – ein Nachruf. Hrsg. von Deutscher Wissenschafts-Verlag. Unter dem Titel Nachruf auf Johannes Gottfried Mayer (19. November 1953 – 27. März 2019) auch in: Medizinhistorische Mitteilungen. Zeitschrift für Wissenschaftsgeschichte und Fachprosaforschung. Band 36/37, 2017/2018 (2021), S. 317–319.
- Anmerkungen zur Orthographie im neuen großen „Thomas III“. In: Medizinhistorische Mitteilungen. Zeitschrift für Wissenschaftsgeschichte und Fachprosaforschung. Band 36/37, 2017/2018 (2021), S. 289–291.
- mit Udo W. Scholz: Persius-Scholien. Die lateinische Persius-Kommentierung der Tradition B. Unter Mitwirkung von Konrad Goehl eingeleitet und herausgegeben von Udo W. Scholz. Ludwig-Reichert-Verlag, Wiesbaden 2023.
- mit Jorit Wintjes: Königinnen, Strateginnen und kluge Frauen. Aus den strategemata des Polyainos. Deutscher Wissenschafts-Verlag, Baden-Baden 2025, ISBN 978-3-86888-223-0.